# 谢尔曼·亚当斯
卢埃林·谢尔曼·亚当斯（英語：Llewelyn Sherman Adams，1899年1月8日—1986年10月27日）美国的政治家，是美国总统德怀特·大卫·艾森豪威尔的白宫办公厅主任，后因受贿丑闻辞职。